# Coppa Duca degli Abruzzi
La Coppa Duca degli Abruzzi, anche detta Challenge Cup o Coppa d'Onore, fu il trofeo assegnato alla squadra campione d'Italia di calcio tra il 1898 e il 1900.

Il Genoa vincitore del campionato 1898 al Velodromo Umberto I

## Storia
La coppa, realizzata dall'orefice torinese Domenico Cravero, fu donata alla Federazione Italiana del Football (FIF) da Luigi Amedeo di Savoia-Aosta, Duca degli Abruzzi e dagli "sportsmen torinesi" in occasione del primo campionato italiano di calcio, che si disputò in Torino, presso il Velodromo Umberto I il giorno 8 maggio 1898.
Secondo il regolamento, la squadra vincitrice del torneo guadagnava il diritto di trattenere il trofeo fino alla disputa della finale successiva; qualora un club avesse vinto la coppa per tre annate, anche non consecutive, se la sarebbe aggiudicata definitivamente.

Il Genoa (all'epoca in bianco-blu) che si aggiudicò il campionato 1899

Il Genoa campione - per la terza volta consecutiva - nel 1900

La squadra ad aggiudicarsi la coppa fu il Genoa, campione d'Italia nel 1898, che vincendo anche i due successivi campionati del 1899 e 1900, trattenne definitivamente il trofeo.
A partire dal 1901, venne posto in palio un nuovo riconoscimento: la Coppa Fawcus.
Nel 1909 la coppa fu data in pegno dal Genoa al proprio ex giocatore e dirigente Henri Dapples, a garanzia di un debito. L'ultima notizia riguardo all'esistenza della coppa a Genova è del 1910, dopo di che della stessa si persero le tracce. 
Il cimelio venne ritrovato ed acquisito solo nel marzo del 2018 dalla Fondazione Genoa 1893, che, dopo averla restaurata, l'ha presentata al pubblico il 3 maggio seguente presso il Museo della storia del Genoa., ove è custodita ed esposta.

## Albo d'oro
Il trofeo è stato vinto complessivamente tre volte da parte del Genoa.

### Vincitori della Coppa Duca degli Abruzzi
- 1898:  Genoa
- 1899:  Genoa
- 1900:  Genoa (aggiudicato definitivamente)